# Devol
Devol és un poble dels Estats Units a l'estat d'Oklahoma. Segons el cens del 2000 tenia 150 habitants.

## Demografia
Segons el cens del 2000, Devol tenia 150 habitants, 62 habitatges, i 40 famílies. La densitat de població era de 115,8 habitants per km².
Dels 62 habitatges en un 30,6% hi vivien nens de menys de 18 anys, en un 56,5% hi vivien parelles casades, en un 8,1% dones solteres, i en un 33,9% no eren unitats familiars. En el 33,9% dels habitatges hi vivien persones soles el 16,1% de les quals corresponia a persones de 65 anys o més que vivien soles. El nombre mitjà de persones vivint en cada habitatge era de 2,42 i el nombre mitjà de persones que vivien en cada família era de 3,12.
Per edats la població es repartia de la següent manera: un 22,7% tenia menys de 18 anys, un 10,7% entre 18 i 24, un 29,3% entre 25 i 44, un 21,3% de 45 a 60 i un 16% 65 anys o més.
L'edat mediana era de 36 anys. Per cada 100 dones de 18 o més anys hi havia 107,1 homes.
La renda mediana per habitatge era de 35.313 $ i la renda mediana per família de 46.563 $. Els homes tenien una renda mediana de 23.750 $ mentre que les dones 28.333 $. La renda per capita de la població era de 14.792 $. Entorn del 2,1% de les famílies i el 9,4% de la població estaven per davall del llindar de pobresa.

## Poblacions més properes
El següent diagrama mostra les poblacions més properes.